# Hornlygte
En hornlygte er en mindre lygte med matte halvgennemsigtige papirtynde sider af horn, beregnet til at holde i hånden eller have hængende.
Som lyskilde anvendtes tællelys, som ikke giver ret meget lys fra sig.
Forfatterne Henrik Pontoppidan og Adam Oehlenschläger har begge beskrevet den i deres historier.

 Alternativet til en hornlygte var en glaslygte.
Tidligere kaldtes tællelys for fis, og deraf kommer udtrykket en fis i en hornlygte, der i dag anvendes som slang for noget, der er utilstrækkeligt.